# Jasper Pääkkönen
Joona Jasper Pääkkönen (15 de julio de 1980) es un actor finlandés de cine y televisión.

## Primeros años
Pääkkönen, nacido en Helsinki, Finlandia, es hijo del actor Seppo Pääkkönen y Virve Havelin.

## Carrera
Según un cálculo publicado por el tabloide finlandés IltaSanomat, Pääkkönen es "el actor de cine más rentable de Finlandia" por haber protagonizado numerosos éxitos de taquilla durante su carrera.
Muchas de las películas de Pääkkönen han sido número 1 en la taquilla finlandesa, incluyendo Pahat Pojat (Bad Boys), que es la película más exitosa de todos los tiempos en la taquilla finlandesa. Otros de los éxitos comerciales de Pääkkönen incluyen a Matti, Frozen Land y Lapland Odyssey.
Por su papel en Pahat Pojat, Pääkkönen recibió el Premio al Mejor Actor en el Festival Internacional de Cine Independiente de Bruselas. Se ha ganado el elogio internacional del crítico de cine Michael Giltz del Huffington Post, que calificó al actor de "guapo y convincente" en su papel en Lapland Odyssey. La crítica cinematográfica Leslie Felperin, de Variety, nombró a Pääkkönen una "ascendente tesis, mostrando una gama impresionante" en su papel protagónico en Matti. En 2006 la Promoción de Películas europeas presentó a Pääkkönen como la Estrella fugaz de Finlandia en el Festival Internacional de Cine de Berlín.
En 2015, Pääkkönen fue elegido para aparecer en la cuarta temporada de la serie de televisión de History Channel Vikings como Halfdan el negro.

### Otros trabajos
En 2009 Pääkkönen fundó la revista de póker Pokerisivut.com, junto con el productor de cine Markus Selin. En 2010, Pokerisivut.com fue galardonada como Mejor Afiliado General en los Premios Afiliados iGB Londres de 2010.
Pääkkönen es un miembro del equipo de pesca con mosca Vision World Team y ha aparecido en programas de TV y DVD de pesca con mosca como un invitado famoso.
Actualmente, Pääkkönen tiene una relación con la modelo filipina-española Alexandra Escat.

## Filmografía

### Cine
| Año  | Título                         | Papel             | Director        | Notas                                          |
| ---- | ------------------------------ | ----------------- | --------------- | ---------------------------------------------- |
| 1988 | Ihmiselon ihanuus ja kurjuus   | Arvi Hongisto     | Matti Kassila   |                                                |
| 2003 | Chicos malos                   | Eero Takkunen     | Aleksi Mäkelä   | Primera colaboración con Peter Franzén         |
| 2004 | Levottomat 3                   | Aleksi            | Minna Virtanen  |                                                |
| 2004 | Vares - yksityisetsivä         | Jarmo             | Aleksi Mäkelä   |                                                |
| 2005 | Paha maa (Tierra congelada)    | Niko Smolander    | Aku Louhimies   |                                                |
| 2006 | Matti                          | Matti Nykänen     | Aleksi Mäkelä   |                                                |
| 2007 | V2 - Jäätynyt enkeli (Vares 2) | Dante Infierno    | Aleksi Mäkelä   |                                                |
| 2008 | Kummeli Alivuokralainen        | Kikke             | Matti Grönberg  |                                                |
| 2009 | Hellsinki                      | Korppu            | Aleksi Mäkelä   |                                                |
| 2010 | Lapland Odisea                 | Kapu              | Domo Karukoski  |                                                |
| 2011 | El beso del mal                | Kyypakkaus        | Anders Engström |                                                |
| 2011 | Vares - Sukkanauhakäärme       | Kyypakkaus        | Lauri Törhönen  |                                                |
| 2011 | Vares - Huhtikuun tytöt        | Kyypakkaus        | Lauri Törhönen  |                                                |
| 2012 | Puerto en cueros               | Anders            | Aku Louhimies   |                                                |
| 2012 | Vares - Uhkapelimerkki         | Kyypakkaus        | Lauri Törhönen  |                                                |
| 2012 | Vares - Pimeyden Tango         | Kyypakkaus        | Lauri Törhönen  |                                                |
| 2013 | Corazón de león                | Harri             | Domo Karukoski  | Ganador—Premio Jussi al Mejor actor de reparto |
| 2015 | Vares - Sheriffi               | Kyypakkaus        | Hannu Salonen   |                                                |
| 2018 | BlacKkKlansman                 | Felix Kendrickson | Spike Lee       |                                                |
| 2020 | Da 5 Bloods                    | Seppo             | Spike Lee       |                                                |

### Televisión
| Año       | Título                  | Papel                                  | Notas                                |
| --------- | ----------------------- | -------------------------------------- | ------------------------------------ |
| 1999-2002 | Salatut elämät          | Saku Salin                             |                                      |
| 2003      | Kaunis mies             | Joonatan Kuusisto                      |                                      |
| 2003      | Irtiottoja - Fragmentos | Johnny                                 |                                      |
| 2016—2018 | Vikings                 | Halfdan el negro                       | Personaje principal (temporadas 4-5) |
| 2020      | The Dark Tower          | Marten Broadcloak / el Hombre de Negro |                                      |